# 派爾斯馬什 (喬治亞州)
派爾斯馬什（英語：Pyles Marsh）是位於美國喬治亞州格林縣（Glynn County）的一個非建制地區。該地的面積和人口皆未知。

## 地理
派爾斯馬什的座標為31°14′35″N 81°33′38″W / 31.24306°N 81.56056°W，而該地的平均海拔高度為1米（即3英尺）。